# Octobre 1894

## Événements
- 6 octobre : les services de renseignement français attribue au capitaine Alfred Dreyfus la paternité d'un « bordereau » adressé à l'ambassade d'Allemagne.

- 14 octobre : élections législatives en Belgique. Instauration du suffrage plural.

- 15 octobre : arrestation du capitaine Dreyfus sur ordre du commandant Mercier du Paty de Clam, à la suite d’une expertise en écriture.

- 20 octobre :
  - Victor Liotard remplace Eugène Decazes en tant qu'administrateur colonial en Oubangui-Chari
  - Nicolas II prend le commandement du Régiment Préobrajensky

- 24 octobre : le Japon passe en Mandchourie.

- 26 octobre : fin du ministère Caprivi en Allemagne. Le chancelier, partisan d’un simple durcissement de l’arsenal législatif, s’est opposé à l’empereur Guillaume II qui entend faire voter une nouvelle loi contre les partis révolutionnaires. Il est congédié et le kaiser nomme chancelier le prince Chlodwig Hohenlohe, âgé de 76 ans, qui s’effacera derrière la personnalité de son ministre des finances, Johannes Miquel.

## Naissances
- 7 octobre : Del Lord, cinéaste.
- 13 octobre : Välko Tull, peintre estonien.
- 20 octobre : 
  - Henryk Berlewi, peintre et dessinateur polonais († 2 août 1967).
  - Jomo Kenyatta (mort le 22 août 1978), homme d'état kenyan
  - Wickey McAvoy, joueur de baseball américain († 6 juillet 1973).
  - René François Schneyder (mort le 20 septembre 1973), administrateur des services civils de l’Indochine française
  - Olive Thomas (morte le 10 septembre 1920), actrice américaine
  - Edmond Proust (mort le 27 novembre 1956), instituteur, chef de la Résistance et un des fondateurs de la MAIF

- 21 octobre : Edogawa Rampo, romancier japonais.
- 23 octobre : Georges Cabana, archevêque de Sherbrooke.
- 27 octobre : Albert Préjean, acteur français.
- 30 octobre : Jean Rostand, biologiste.

## Décès
- 14 octobre : Frédéricq de Bourdeau d'Huy, homme politique belge (° 20 février 1815).
- 20 octobre : James Anthony Froude (né le 23 avril 1818), historien, romancier, biographe anglais
- 22 octobre : Philipp Bertkau zoologiste allemand (° 1849).
- 30 octobre :
  - Alexeï Korzoukhine, peintre russe (° 23 mars 1835).
  - Honoré Mercier, premier ministre du Québec.